# Lorne Sawula
Lorne Sawula, född i Edmonton, Kanada är en volleybolltränare och -teoretiker.
Sawula har doktorsexamen och författat ett stort antal artiklar på temat volleyboll. Han har tränat flera landslag på damsidan, inte minst Kanada under två perioden (1982-1988 och 2001-2006), men även Schweiz (1990-1993), Australien (1994), Sverige (1997-1999), Storbritannien (2007-2009) samt Costa Rica (vid VM 2006 och 2010).